# Castelfranc
Castelfranc est une commune française située dans le sud-ouest du département du Lot, en région Occitanie.
Elle est également dans la Bouriane, une région naturelle sablonneuse et collinaire couverte de forêt avec comme essence principale des châtaigniers.
Exposée à un climat océanique altéré, elle est drainée par le Lot, le Vert, le ruisseau de la Masse et par un autre cours d'eau. La commune possède un patrimoine naturel remarquable composé de trois zones naturelles d'intérêt écologique, faunistique et floristique.
Castelfranc est une commune rurale qui compte 425 habitants en 2022. Elle est dans l'agglomération de Prayssac et fait partie de l'aire d'attraction de Cahors. Ses habitants sont appelés les Castelfrancois ou  Castelfrancoises.

## Géographie
Bastide médiévale située dans la Quercy entre Cahors et Fumel, sur le Lot à sa confluence avec le Vert, et sur l'ancienne ligne Monsempron-Libos - Cahors. La commune fait partie de l'unité urbaine de Prayssac.

### Communes limitrophes
Les communes limitrophes sont  Albas, Anglars-Juillac, Labastide-du-Vert, Les Junies, Luzech et Prayssac.
|          | Les Junies      | Labastide-du-Vert |
| Prayssac | Castelfranc     | Luzech            |
|          | Anglars-Juillac | Albas             |

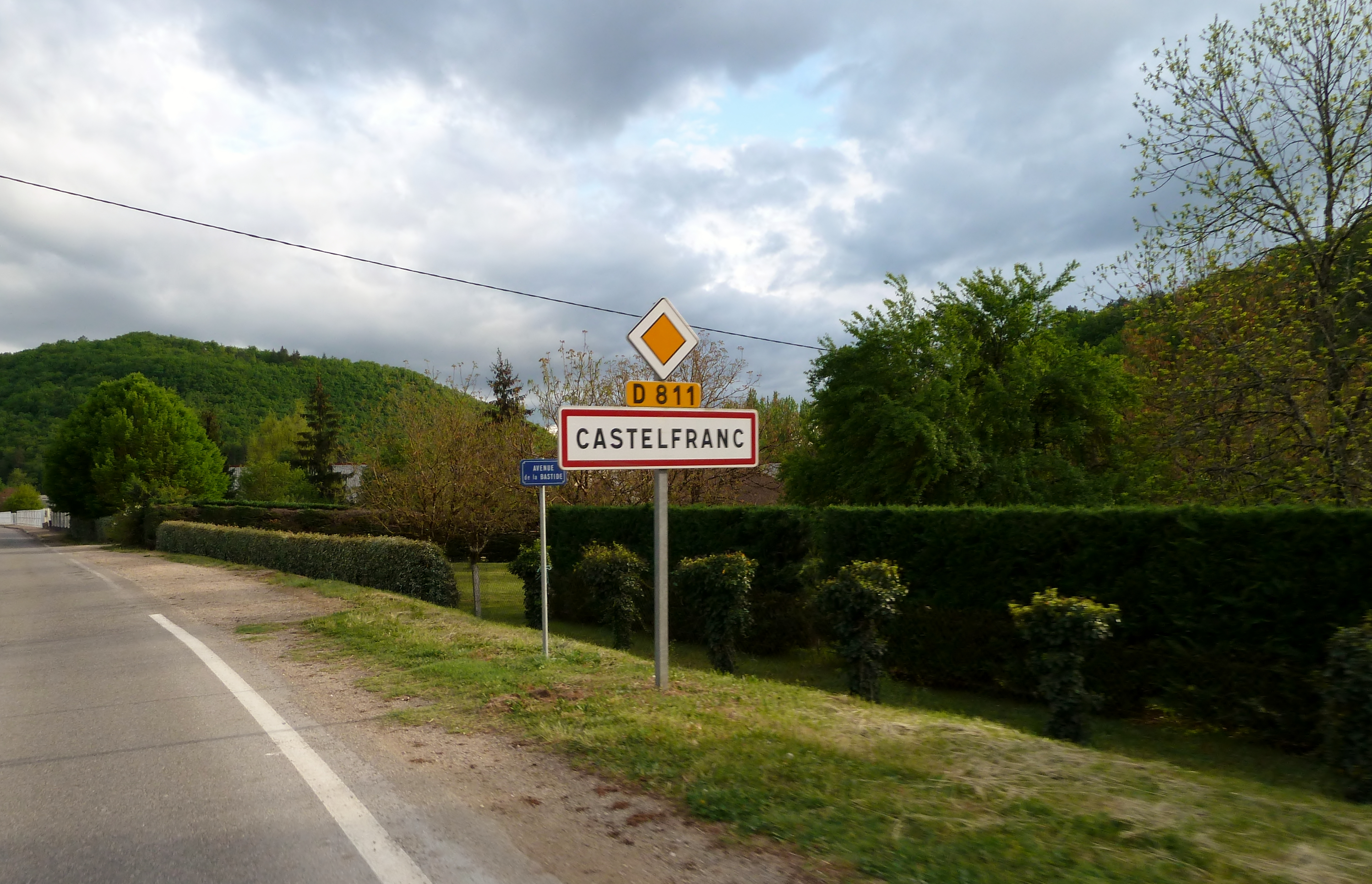
Entrée dans Castelfranc.
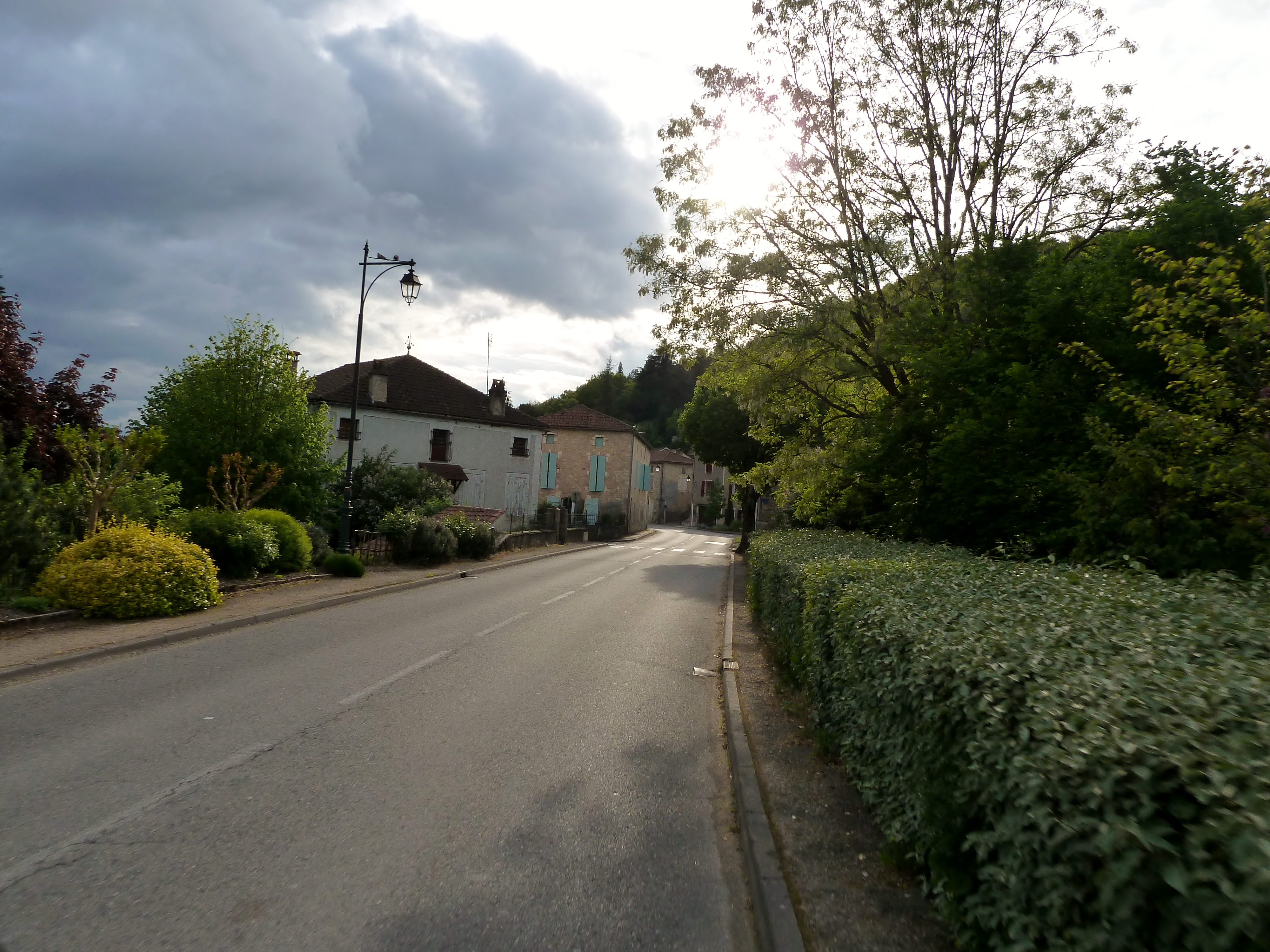
Castelfranc vue.
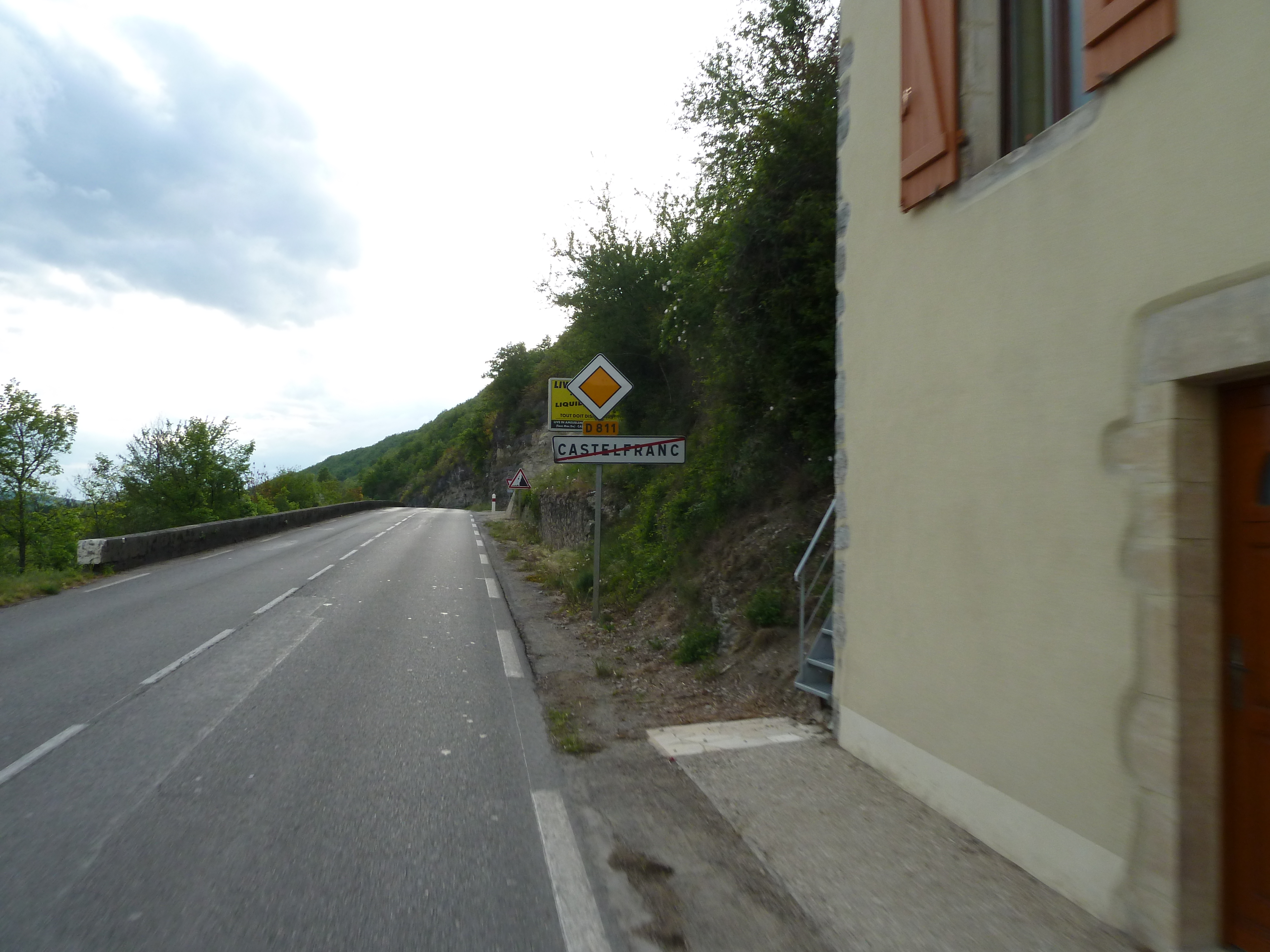
Sortie de Castelfranc.

### Climat
Pour des articles plus généraux, voir Climat de l'Occitanie et Climat du Lot.
En 2010, le climat de la commune est de type climat du Bassin du Sud-Ouest, selon une étude s'appuyant sur une série de données couvrant la période 1971-2000. En 2020, Météo-France publie une typologie des climats de la France métropolitaine dans laquelle la commune est exposée à un climat océanique altéré et est dans la région climatique Aquitaine, Gascogne, caractérisée par une pluviométrie abondante au printemps, modérée en automne, un faible ensoleillement au printemps, un été chaud (19,5 °C), des vents faibles, des brouillards fréquents en automne et en hiver et des orages fréquents en été (15 à 20 jours).
Pour la période 1971-2000, la température annuelle moyenne est de 12,9 °C, avec une amplitude thermique annuelle de 15,3 °C. Le cumul annuel moyen de précipitations est de 893 mm, avec 11,2 jours de précipitations en janvier et 6 jours en juillet. Pour la période 1991-2020, la température moyenne annuelle observée sur la station météorologique la plus proche, située sur la commune d'Anglars-Juillac à 2 km à vol d'oiseau, est de 13,5 °C et le cumul annuel moyen de précipitations est de 822,6 mm,. Pour l'avenir, les paramètres climatiques de la commune estimés pour 2050 selon différents scénarios d’émission de gaz à effet de serre sont consultables sur un site dédié publié par Météo-France en novembre 2022.

### Milieux naturels et biodiversité
L’inventaire des zones naturelles d'intérêt écologique, faunistique et floristique (ZNIEFF) a pour objectif de réaliser une couverture des zones les plus intéressantes sur le plan écologique, essentiellement dans la perspective d’améliorer la connaissance du patrimoine naturel national et de fournir aux différents décideurs un outil d’aide à la prise en compte de l’environnement dans l’aménagement du territoire.
Une ZNIEFF de type 1 est recensée sur la commune :
le « cours inférieur du Lot » (1 209 ha), couvrant 25 communes dont 23 dans le Lot et deux dans le Lot-et-Garonne et deux ZNIEFF de type 2, : 
- les « ruisseaux de l'Herm et de la Masse » (661 ha), couvrant 8 communes du département[10] ;
- la « vallée du Vert » (4 238 ha), couvrant 17 communes du département[11].

Carte des ZNIEFF de type 1 et 2 à Castelfranc.
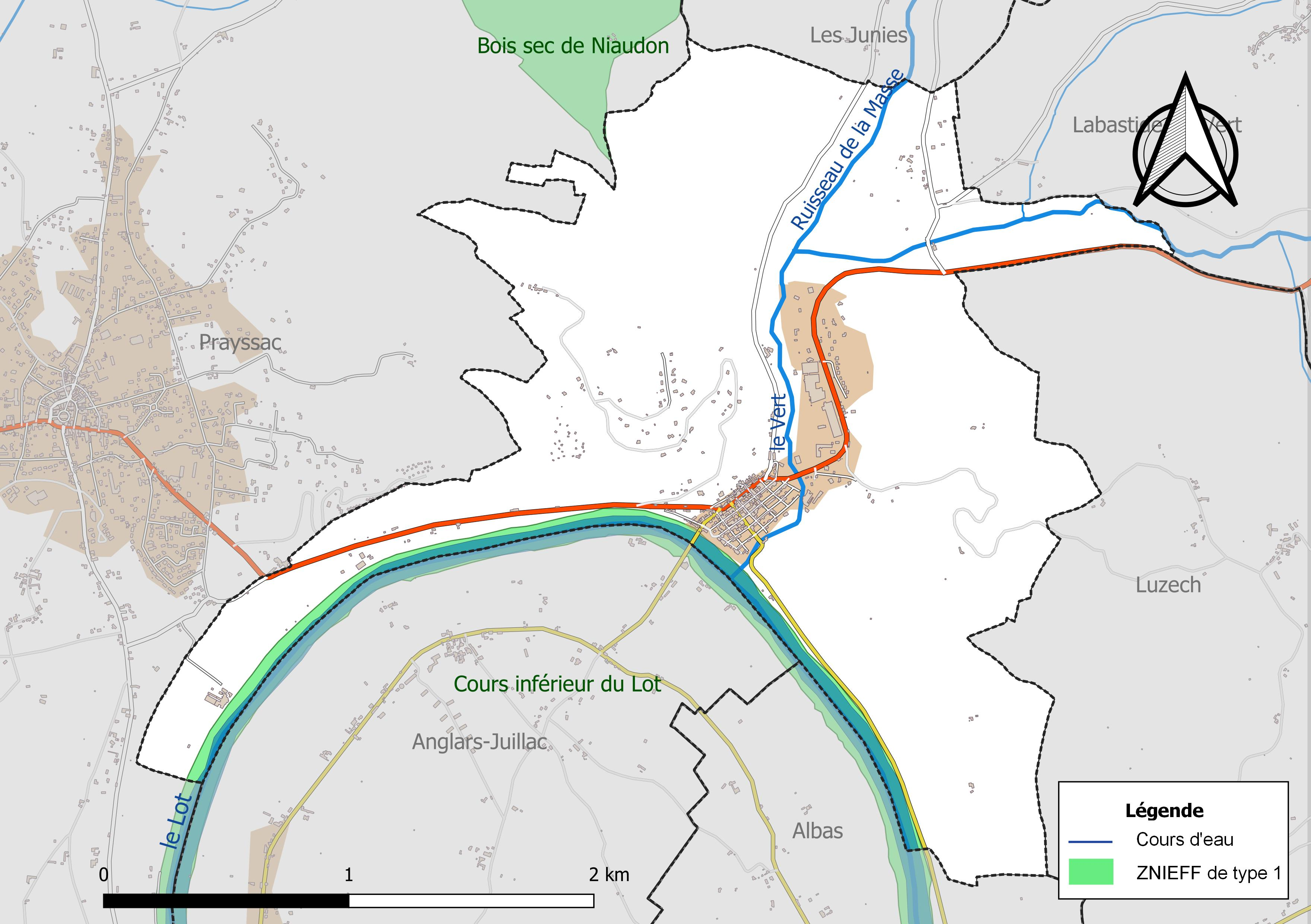
Carte de la ZNIEFF de type 1 sur la commune.
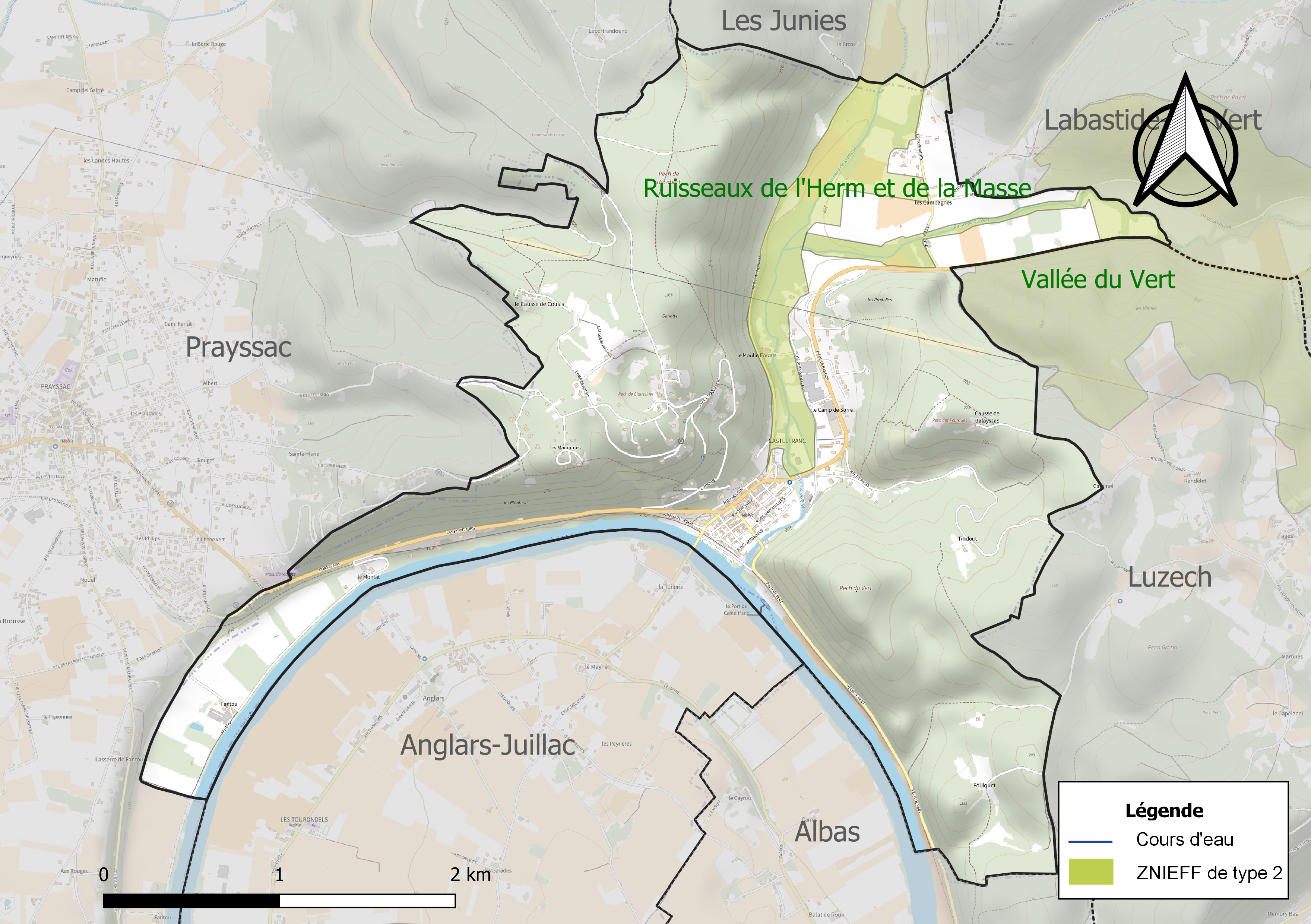
Carte des ZNIEFF de type 2 sur la commune.

## Urbanisme

### Typologie
Au 1er janvier 2024, Castelfranc est catégorisée commune rurale à habitat dispersé, selon la nouvelle grille communale de densité à sept niveaux définie par l'Insee en 2022.
Elle appartient à l'unité urbaine de Prayssac, une agglomération intra-départementale regroupant quatre  communes, dont elle est une commune de la banlieue,,. Par ailleurs la commune fait partie de l'aire d'attraction de Cahors, dont elle est une commune de la couronne,. Cette aire, qui regroupe 78 communes, est catégorisée dans les aires de 50 000 à moins de 200 000 habitants,.

### Occupation des sols
L'occupation des sols de la commune, telle qu'elle ressort de la base de données européenne d’occupation biophysique des sols Corine Land Cover (CLC), est marquée par l'importance des forêts et milieux semi-naturels (72,2 % en 2018), en augmentation par rapport à 1990 (64,2 %). La répartition détaillée en 2018 est la suivante : 
forêts (59,2 %), zones agricoles hétérogènes (16,1 %), milieux à végétation arbustive et/ou herbacée (13 %), zones urbanisées (5,9 %), eaux continentales (5,8 %). L'évolution de l’occupation des sols de la commune et de ses infrastructures peut être observée sur les différentes représentations cartographiques du territoire : la carte de Cassini (XVIIIe siècle), la carte d'état-major (1820-1866) et les cartes ou photos aériennes de l'IGN pour la période actuelle (1950 à aujourd'hui).

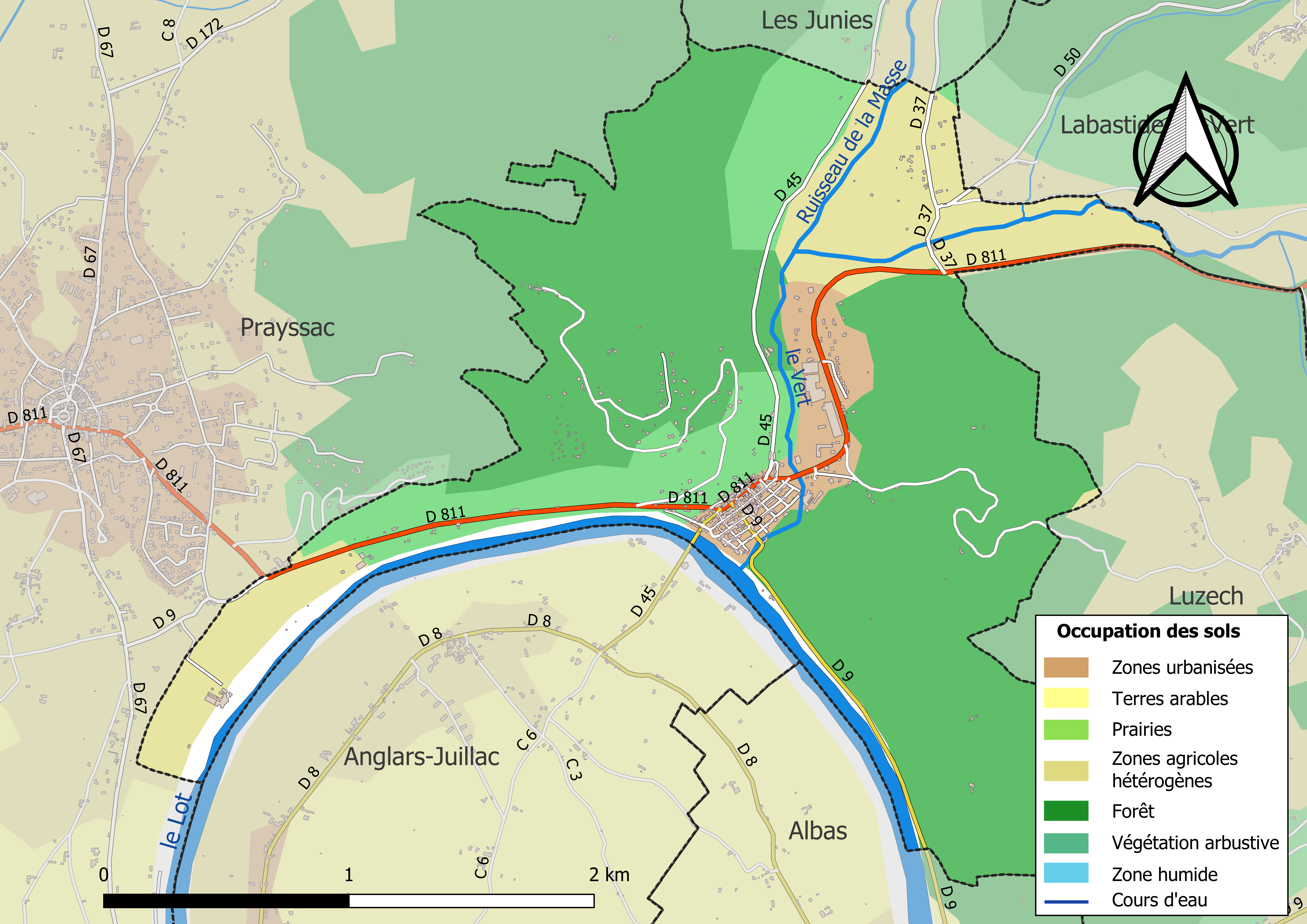
Carte des infrastructures et de l'occupation des sols de la commune en 2018 (CLC).

### Risques majeurs
Le territoire de la commune de Castelfranc est vulnérable à différents aléas naturels : météorologiques (tempête, orage, neige, grand froid, canicule ou sécheresse), inondations, feux de forêts, mouvements de terrains et séisme (sismicité très faible). Il est également exposé à deux risques technologiques,  le transport de matières dangereuses et la rupture d'un barrage. Un site publié par le BRGM permet d'évaluer simplement et rapidement les risques d'un bien localisé soit par son adresse soit par le numéro de sa parcelle.

#### Risques naturels
Certaines parties du territoire communal sont susceptibles d’être affectées par le risque d’inondation par débordement de cours d'eau, notamment le Lot, le Vert et le ruisseau de la Masse. La cartographie des zones inondables en ex-Midi-Pyrénées réalisée dans le cadre du XIe Contrat de plan État-région, visant à informer les citoyens et les décideurs sur le risque d’inondation, est accessible sur le site de la DREAL Occitanie. La commune a été reconnue en état de catastrophe naturelle au titre des dommages causés par les inondations et coulées de boue survenues en 1982, 1992, 1996, 1999, 2003 et 2021,.
Castelfranc est exposée au risque de feu de forêt. Un plan départemental de protection des forêts contre les incendies a été approuvé par arrêté préfectoral le 30 novembre 2015 pour la période 2015-2025. Les propriétaires doivent ainsi couper les broussailles, les arbustes et les branches basses sur une profondeur de 50 mètres, aux abords des constructions, chantiers, travaux et installations de toute nature, situées à moins de 200 mètres de terrains en nature
de bois, forêts, plantations, reboisements, landes ou friches. Le brûlage des déchets issus de l’entretien des parcs et jardins des ménages et des collectivités est interdit. L’écobuage est également interdit, ainsi que les feux de type méchouis et barbecues, à l’exception de ceux prévus dans des installations fixes (non situées sous couvert d'arbres) constituant une dépendance d'habitation.

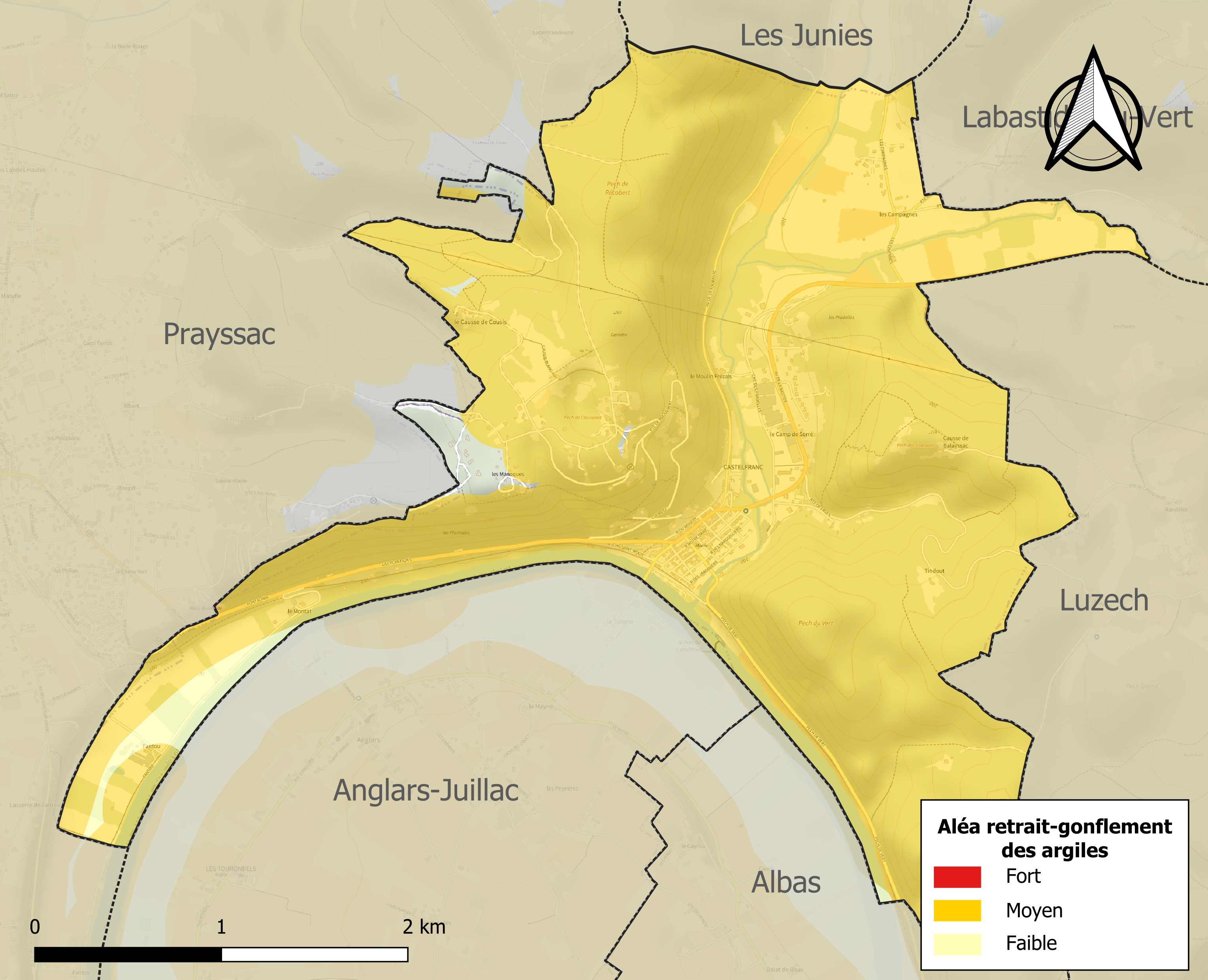
Carte des zones d'aléa retrait-gonflement des sols argileux de Castelfranc.

Les mouvements de terrains susceptibles de se produire sur la commune sont des affaissements et effondrements liés aux cavités souterraines (hors mines), des éboulements, chutes de pierres et de blocs et des tassements différentiels. Par ailleurs, afin de mieux appréhender le risque d’affaissement de terrain, l'inventaire national des cavités souterraines permet de localiser celles situées sur la commune.
Le retrait-gonflement des sols argileux est susceptible d'engendrer des dommages importants aux bâtiments en cas d’alternance de périodes de sécheresse et de pluie. 96,1 % de la superficie communale est en aléa moyen ou fort (67,7 % au niveau départemental et 48,5 % au niveau national). Sur les 269 bâtiments dénombrés sur la commune en 2019, 265 sont en aléa moyen ou fort, soit 99 %, à comparer aux 72 % au niveau départemental et 54 % au niveau national. Une cartographie de l'exposition du territoire national au retrait gonflement des sols argileux est disponible sur le site du BRGM,.
Par ailleurs, afin de mieux appréhender le risque d’affaissement de terrain, l'inventaire national des cavités souterraines permet de localiser celles situées sur la commune.
Concernant les mouvements de terrains, la commune a été reconnue en état de catastrophe naturelle au titre des dommages causés par des mouvements de terrain en 1999.

#### Risques technologiques
Le risque de transport de matières dangereuses sur la commune est lié à sa traversée par une route à fort trafic. Un accident se produisant sur une telle infrastructure est susceptible d’avoir des effets graves sur les biens, les personnes ou l'environnement, selon la nature du matériau transporté. Des dispositions d’urbanisme peuvent être préconisées en conséquence.
La commune est en outre située en aval des barrages de Grandval et de Sarrans, des ouvrages de classe A disposant d'une retenue de respectivement 270,6 millions et 296 millions de mètres cubes,

## Toponymie
Le toponyme Castelfranc est de formation romane. franc qualifie une ville pourvue de franchise ou de privilèges.

## Histoire
Bastide des évêques de Cahors fondée vers 1280.

## Politique et administration
Le conseil municipal de Castelfranc compte 11 élu(e)s. Il a pris ses fonctions le 23 mai 2020.

La commune appartient à la Communauté de communes de la Vallée du Lot et du Vignoble.
| Période | Période  | Identité                  | Étiquette | Qualité                                          |
| ------- | -------- | ------------------------- | --------- | ------------------------------------------------ |
| 1802    | 1811     | Antoine Soulages          |           |                                                  |
| 1811    | 1816     | Pierre Bonnaventure-beral |           |                                                  |
| 1816    | 1826     | Raymond Lafon             |           |                                                  |
| 1826    | 1829     | Antoine Lafon             |           |                                                  |
| 1829    | 1830     | Guillaume Berard          |           |                                                  |
| 1830    | 1840     | Jean Baptiste Delsouc     |           |                                                  |
| 1840    | 1866     | François Rozieres         |           |                                                  |
| 1867    | 1868     | Pages Du Port             |           |                                                  |
| 1868    | 1870     | Achille Bonnefous-murol   |           |                                                  |
| 1870    | 1872     | François Rozieres         |           |                                                  |
| 1872    | 1877     | Emile Beral               |           |                                                  |
| 1878    | 1884     | Jean Couture              |           |                                                  |
| 1884    | 1889     | Henri Pages Du Port       |           |                                                  |
| 1890    | 1895     | Jean Baptiste Lacroix     |           |                                                  |
| 1895    | 1896     | Antoine Brouel            |           |                                                  |
| 1896    | 1899     | Justin Dajean             |           |                                                  |
| 1899    | 1919     | Camille Paillas           |           |                                                  |
| 1919    | 1929     | Arthur Bonis              |           |                                                  |
| 1929    | 1931     | Antoine Brouel            |           |                                                  |
| 1931    | 1934     | Germain Causse            |           |                                                  |
| 1934    | 1935     | Alexandre Vassal          |           |                                                  |
| 1935    | 1936     | Sébastien Bessières       |           |                                                  |
| 1936    | 1944     | Jean Bladinières          |           |                                                  |
| 1944    | 1944     | Maurice Milhau            |           | président du Comité de Libération de Castelfranc |
| 1944    | 1947     | Marius Bordes             |           |                                                  |
| 1947    | 1953     | Albert Solacroup          |           |                                                  |
| 1953    | 1959     | Maurice Milhau            |           |                                                  |
| 1959    | 1977     | Marcel Peberel            |           |                                                  |
| 1977    | 1977     | Maxime Bessières          |           |                                                  |
| 1977    | 1987     | Michel Brouel             |           |                                                  |
| 1987    | 1989     | Maurice Casagrande        |           |                                                  |
| 1989    | 2008     | Roger Milhau              |           |                                                  |
| 2008    | 2020     | André Bessières           |           |                                                  |
| 2020    | En cours | Laurent Bolos             |           |                                                  |

## Démographie

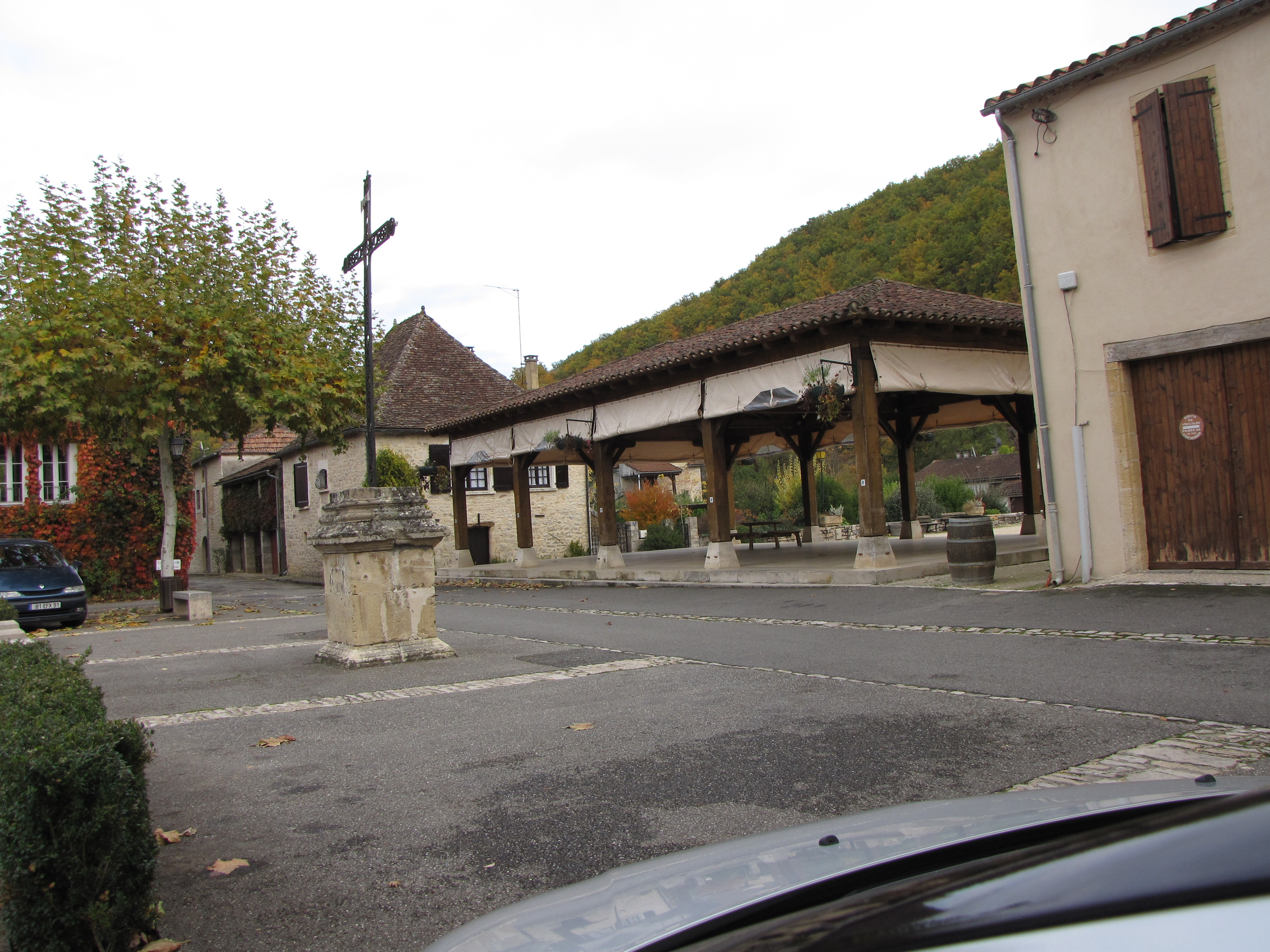
La halle et une croix monumentale en fer forgé au centre de la place

| 1793 | 1800 | 1806 | 1821 | 1831 | 1836 | 1841 | 1846 | 1851 |
| ---- | ---- | ---- | ---- | ---- | ---- | ---- | ---- | ---- |
| 706  | 618  | 696  | 855  | 775  | 810  | 767  | 806  | 779  |

| 1856 | 1861 | 1866 | 1872 | 1876 | 1881 | 1886 | 1891 | 1896 |
| ---- | ---- | ---- | ---- | ---- | ---- | ---- | ---- | ---- |
| 766  | 741  | 746  | 838  | 811  | 789  | 634  | 617  | 515  |

| 1901 | 1906 | 1911 | 1921 | 1926 | 1931 | 1936 | 1946 | 1954 |
| ---- | ---- | ---- | ---- | ---- | ---- | ---- | ---- | ---- |
| 452  | 463  | 426  | 420  | 401  | 399  | 365  | 403  | 341  |

| 1962 | 1968 | 1975 | 1982 | 1990 | 1999 | 2006 | 2011 | 2016 |
| ---- | ---- | ---- | ---- | ---- | ---- | ---- | ---- | ---- |
| 361  | 356  | 341  | 317  | 365  | 413  | 422  | 392  | 416  |

| 2021 | 2022 | - | - | - | - | - | - | - |
| ---- | ---- | - | - | - | - | - | - | - |
| 427  | 425  | - | - | - | - | - | - | - |

## Économie

### Revenus
En 2018, la commune compte 188 ménages fiscaux, regroupant 409 personnes. La médiane du revenu disponible par unité de consommation est de 19 640 € (20 740 € dans le département).

### Emploi
|                | 2008   | 2013  | 2018   |
| -------------- | ------ | ----- | ------ |
| Commune        | 10,4 % | 8,6 % | 11,2 % |
| Département    | 7,3 %  | 8,9 % | 9,6 %  |
| France entière | 8,3 %  | 10 %  | 10 %   |

En 2018, la population âgée de 15 à 64 ans s'élève à 248 personnes, parmi lesquelles on compte 76,7 % d'actifs (65,5 % ayant un emploi et 11,2 % de chômeurs) et 23,3 % d'inactifs,. Depuis 2008, le taux de chômage communal (au sens du recensement) des 15-64 ans est supérieur à celui de la France et du département.
La commune fait partie de la couronne de l'aire d'attraction de Cahors, du fait qu'au moins 15 % des actifs travaillent dans le pôle,. Elle compte 157 emplois en 2018, contre 170 en 2013 et 179 en 2008. Le nombre d'actifs ayant un emploi résidant dans la commune est de 164, soit un indicateur de concentration d'emploi de 95,9 % et un taux d'activité parmi les 15 ans ou plus de 54,7 %.
Sur ces 164 actifs de 15 ans ou plus ayant un emploi, 39 travaillent dans la commune, soit 24 % des habitants. Pour se rendre au travail, 83,6 % des habitants utilisent un véhicule personnel ou de fonction à quatre roues, 1,3 % les transports en commun, 9,5 % s'y rendent en deux-roues, à vélo ou à pied et 5,6 % n'ont pas besoin de transport (travail au domicile).

### Activités hors agriculture
31 établissements sont implantés  à Castelfranc au 31 décembre 2019. Le tableau ci-dessous en détaille le nombre par secteur d'activité et compare les ratios avec ceux du département,.
| Secteur d'activité                                                                                        | Commune | Commune | Département |
| Secteur d'activité                                                                                        | Nombre  | %       | %           |
| --- | ------- | ------- | ----------- |
| Ensemble                                                                                                  | 31      |         |             |
| Industrie manufacturière, industries extractives et autres                                                | 6       | 19,4 %  | (14 %)      |
| Construction                                                                                              | 6       | 19,4 %  | (13,9 %)    |
| Commerce de gros et de détail, transports, hébergement et restauration                                    | 9       | 29 %    | (29,9 %)    |
| Activités spécialisées, scientifiques et techniques et activités de services administratifs et de soutien | 4       | 12,9 %  | (13,5 %)    |
| Administration publique, enseignement, santé humaine et action sociale                                    | 2       | 6,5 %   | (12 %)      |
| Autres activités de services                                                                              | 4       | 12,9 %  | (8,7 %)     |

Le secteur du commerce de gros et de détail, des transports, de l'hébergement et de la restauration est prépondérant sur la commune puisqu'il représente 29 % du nombre total d'établissements de la commune (9 sur les 31 entreprises implantées  à Castelfranc), contre 29,9 % au niveau départemental.

### Agriculture
|               | 1988 | 2000 | 2010 | 2020 |
| ------------- | ---- | ---- | ---- | ---- |
| Exploitations | 7    | 3    | 1    | 2    |
| SAU (ha)      | 37   | 19   | 15   | 25   |

La commune est dans la « Bourianne », une petite région agricole occupant une partiede l'ouest du territoire du département du Lot. En 2020, l'orientation technico-économique de l'agriculture  sur la commune est la culture de fruits ou d'autres cultures permanentes. Deux exploitations agricoles ayant leur siège dans la commune sont dénombrées lors du recensement agricole de 2020 (sept en 1988). La superficie agricole utilisée est de 25 ha,,.

## Culture locale et patrimoine

### Lieux et monuments
- Église Notre-Dame-de-l'Assomption de Castelfranc, inscrite au titre des monuments historiques en 1920[35]. Plusieurs objets sont référencer dans la base Palissy[36].
- Chapelle Saint-Roch de Castelfranc.
- Halle.
- Pont suspendu sur le Lot, menant à Anglars; un projet de nouveau pont est présenté en 2024[37] (un autre pont suspendu sur le Lot, plus étroit encore, est situé sur le territoire d'Anglars, vers la route de Peyrebos et Prayssac.
- Dolmen de Los-Très-Peyros appelé aussi Dolmen du Causse de Cousis : la table (3,40 mètres de long) est toujours en connexion avec ses orthostates. 44° 30′ 40″ N, 1° 12′ 55″ E
- Dolmen du Pech de Roquebert : dolmen très dégradé dont il reste une dalle recouverte de pierrailles 44° 30′ 51″ N, 1° 13′ 08″ E.
- Sentier de grande randonnée GR 36.

### Personnalités liées à la commune
- Raoul Combes, botaniste.
- Jean Milhau, homme politique.
- Sergent Lavayssière, héros des combats de Sidi Brahim (1845), ancien du huitième bataillon de chasseurs d'Orléans. Né le 23 novembre 1821, décédé le 4 juillet 1892.